# Alfredo Aguilar
Alfredo Aguilar (1988. július 18. –) paraguayi labdarúgó, a Guarani kapusa.